# Nybøl
Nybøl is een plaats in de Deense regio Zuid-Denemarken, gemeente Sønderborg, en telt 1040 inwoners (2008).